# آخرین حرف (فیلم ۲۰۰۸)
آخرین حرف (به انگلیسی: The Last Word) فیلمی محصول سال ۲۰۰۸ و به کارگردانی جفری هالی است. در این فیلم بازیگرانی همچون وینونا رایدر، وس بنتلی، ری رومانو، جینا هکت، ای.جی. تراوث، جان بیلینگزلی، دبلیو ارل براون و جان بیسلی ایفای نقش کرده‌اند.